# VPRO
VPRO (à l'origine, un sigle pour Vrijzinnig Protestantse Radio Omroep, « Radiodiffusion protestante et libre-penseur ») est un groupe audiovisuel public néerlandais, ayant son siège à Hilversum et fondé en 1926. 
Il devient rapidement plus proche des libre-penseurs que des protestants, en ne conservant que le sigle initial. C'est la première association publique néerlandaise à montrer une femme nue, en 1967. La VPRO travaille régulièrement avec la WDR, la BBC, Arte ou encore Channel 4.
Depuis 1981, la chaîne utilise, comme signature musicale, l'intro de la chanson Here Is the News d'Electric Light Orchestra pour ses productions télévisuelles et radiophoniques.

## Identité visuelle

Logo de VPRO de 1981 au 24 août 2010
Logo de VPRO depuis le 24 août 2010

## Programmes

### Télévision
- Weg van Nederland
- Hoepla